# بیسنوات آر-۴۰

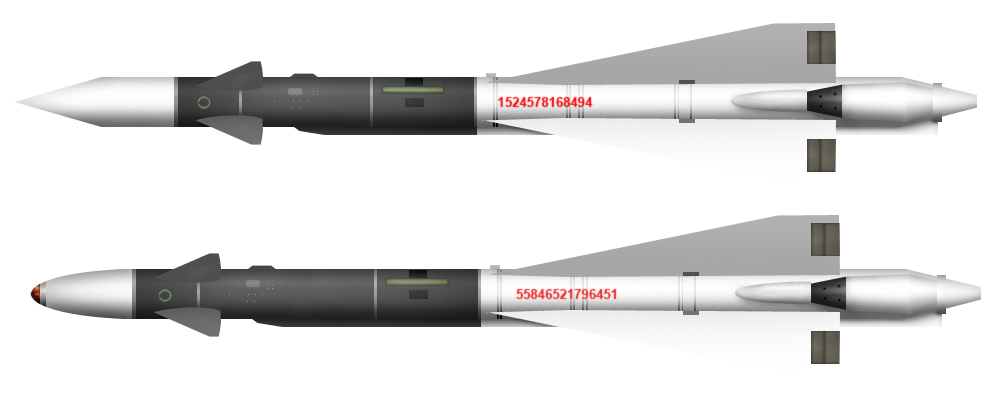
دو عدد بیسنوات آر-40

بیسنوات (که بعداً به مولنیا و سپس به ویمپل تبدیل شد) آر-۶۰ (با نام اختصاری ناتو:ای ای-۶ اکرید)، یک موشک هوا به هوای دوربرد بود که در دهه ۱۹۶۰ میلادی، توسط شوروی و برای استفاده هواپیماهای رهگیر ساخته شد.این موشک به همراه آر-13 از موفقت‌ترین موشک های عراق علیه ایران در جنگ 8 ساله بود.

## کشورهای کاربر
هند
 عراق
 سوریه
 روسیه
 ایران
مشارکت‌کنندگان ویکی‌پدیا. «Bisnovat R-40». در دانشنامهٔ ویکی‌پدیای انگلیسی، بازبینی‌شده در ۶ مارس ۲۰۰۹.